# Eucrostes solivaga
Eucrostes solivaga là một loài bướm đêm trong họ Geometridae.